# Ђовани Ди Стефано
Ђовани Ди Стефано (рођен 1. јула 1955) је енглески бизнисмен и осуђени преварант. Учествовао је у правним случајевима високоозлоглашених оптуженика широм света; нема правне квалификације, законом му је забрањено да ради у Великој Британији и није регистрован да ради као адвокат у Великој Британији и Италији . О њему се говори као „Ђавољем адвокату“ због његовог залагања у име таквих клијената као што су Садам Хусеин и Слободан Милошевић. Такође је био пословни сарадник српског паравојног вође  Жељка Ражнатовића.
У Ирској и Великој Британији четири пута је осуђиван због преваре и повезаних кривичних дела, а служио је укупно осам и по година за осуде између 1975. и краја 1980-их. Судија га је описао као „једног од највећих превараната“. Његова последња пресуда била је у марту 2013. године, када је осуђен на 14 година затвора пошто је проглашен кривим или је признао кривицу за 27 оптужби, укључујући обману, превару и прање новца између 2001. и 2011. везане за „варање људи да мисле да је он правни професионалац.“

## Живот и каријера
Ди Стефано је рођен у Петрели Тифернини близу Кампобосо-а у јужној Италији. Када се његов отац преселио у Енглеску где је радио у фабрици обуће, Ђовани и његова мајка су се настанили у Ирчестеру, Нортхамптоншир, тада је Ђовани имао шест година.  Затим је наставио да се школује у школи Џон Леа у Велинбургу, а касније је провео једну годину у Велинбург Грамар школи (која је касније постала школа Врен). Тврдио је да је стекао докторат права на Универзитету Кембриџ, али је касније утврђено да та тврдња није основана.  У својим двадесетим годинама, тврдио је да је „зарадио богатство увозећи видеокасете“ из Хонг Конга. Упркос томе што је велики део свог раног живота живео у Енглеској, сматрао се Италијаном. За то време у школи у Енглеској често су га звали „Џон“, на енглеском језику „Ђовани“.
Ди Стефано је живео у Енглеској до 1989. Затим се преселио на неколико локација: Лос Анђелес између 1989. и 1992. 1992. његова понуда за куповину филмских студија МГМ није успела, а он је побегао у Југославију зато што је због распада Југославије створена ратна зона и нико га тамо не би тражио. У Југославији је постао пријатељ њеног тадашњег председника Слободана Милошевића који му је доделио југословенско држављанство са југословенским пасошем. Поред тога, постао је портпарол, пословни партнер и лични правни заступник српског ратног војсковође Аркана. Такође је био генерал у Српској добровољачкој гарди (Арканови тигрови), иако се никада није борио. У Србији је боравио до 1999. године и касније, у Италији од 1999. до 2011. године,а док је радио у Великој Британији као адвокат. 2011. године ухапшен је и изручен Великој Британији, јер није имао законске услове потребне за рад адвоката у Великој Британији. 2013. године у затвору у Великој Британији осуђен је на 14 година затвора.

### Правна каријера
Ди Стефано је имао канцеларију у Риму, Студио Легале Интернационале.  Он је добро поткрепљен документима, јер је у британским медијима бранио „неке од најпознатијих негативаца у земљи“. Једном је прокоментарисао да ће "... бранити Адолфа Хитлера или Сотону." Каже да "брани неодбрањиво", и да се његова аутобиографија зове Одбрана неодбрањивог. На питање о његовој мотивацији одговорио је: "Никада се нико није питао:" Има ли сотона случај? Има ли он добар случај? ""
Шкотске новине Шкотланђанин (The Scotsman) описује Ди Стефана као "живописног и често контроверзног адвоката";  Гардијан га је назвао "сигурно јединим човеком на свету који сматра Садама Хусеина за личног пријатеља и Делију Смит за личног непријатеља ", после неуспешне понуде за куповину Норвих Сити фудбалског клуба.
Ди Стефано је на својој визиткарти користио италијански наслов „avvocato“ („адвокат“) и заваравао клијенте и судове да верују да је квалификован адвокат.  Дана 27. марта 2013. године га је осудила порота на суду Саутварк Краун у Лондону на 25 оптужби, укључујући обману, превару и прање новца између 2001. и 2011. године. Током суђења рекао је суду о својим везама са Робертом Мугабеом, Осамом бин Ладеном, Садамом Хусеином (кога је описао као "лепог момка") и "пријатељством" са ћерком Слободана Милошевића.
Узео је титулу „адвоката“  након пресуде Вишег суда из 2002. године која му је омогућила да заступа Николаса ван Хогстратена у његовој жалби на убиство. У доказима је признао да није квалификован адвокат, али да је то схватио кад је већ било касно.
Ди Стефано је привукао клијенте након ББЦ-јевог документарца под називом Ноториус"; међу њима је био и Паул Буш, који је 2003. године осуђен на доживотни затвор због отмице и убиства, чија је супруга платила 20.000 фунти за правне услуге, а укупно 100.000 фунти да би Стефано обезбедио кауцију за њеног супруга - новац је примљен пре него што је убици речено да никад није постојала могућност кауције. Већи део гаранције за кауцију од 100.000 фунти никада није враћен, чак ни након што је жалба одбијена. Родитељи кријумчара кокаина Лаурента Пенчефа платили су Стефану 10.000 евра у јуну 2005. за правне услуге, конкретно ЦЦРЦ и савете у вези са повратком у Француску, међутим никада му нису дати јасни савети о томе како би се његова 18-годишња затворска казна спровела у Француској и  ништа није учињено одвођењем његовог случаја на ЦЦРЦ. Новац су Пенчефови родитељи послали банци у Риму, али тужитељ Давид Аронберг КУК је рекао: „Господин Ди Стефано је учинио мало или ништа да помогне.“ „Није био боље квалификован адвокат него„што је квалификован као хирург за обављање операције или квалификован пилот за летење авиона ", рекао је господин Аронберг.

### Знамените тужбе
Истакнути људи које је Ђовани Ди Стефано заступао:
- Харолд Шипман[24] у новинама (The Irish Independent ) је писало „Адвокатска фирма која је заступала Шипмана касније је негирала да је ди Стефано заступао њеног клијента.“[25]
- Садам Хусеин;[26][27][28]  (само као део његовог правног тима 2004.[29] и само пре него што је суђење почело )
- Тарик Азис[30]
- Џереми Бамбер[31]
- Николас ван Хугстратен[32]
- Патрик Холанд[33][34][35]
- Џон Гилиген[36]
- Чарлс Бронсон[37][38]
- Али Хасан ал Мајид (познат као Хемијски Али, чију је смртну пресуду Ди Стефано неуспешно покушао да свргне)
- Поп певач и сексуални преступник Гери Глитер[39]
- Биргит Цунингам (због притужби на исплату издржавања деце против сина милијардера Сир Николаса Нутала)[40]
- Иан Брејди[41]
- Иан Страчан (један од оптужених у завери о краљевској уцени 2007)[42]
- Писао је молбу за условну слободу тражећи пуштање Ронија Бигса из самилости.[43]

2002. године успео је да обори осуду за убиство против Хугстратена и ослобођа га из затвора.
У јануару 2004. Ди Стефано је поново стекао славу када је у телевизијским интервјуима тврдио да ради за серијског убицу Харолда Шипмана. Међутим, Шипманов адвокат каже да је Шипман одбио понуду Ди Стефана у мају 2003. године и да ни он ни било који члан Шипманове породице не верују да Ди Стефано наступа за Шипмана. Ово и инцидент током суђења Џону Палмеру 2004. године су покренули истрагу квалификација Ди Стефана за адвоката (види одељак „лична правна историја“)
Дана 17. марта 2007. године, Ди Стефано је писао лорду Голдсмиту (у то време генералном тужиоцу за Енглеску и Велс) тражећи дозволу за кривично гоњење судије Рауфа Рашида Абда ал Рахмана, који је Садама Хусеина осудио, према Закону о Женевским конвенцијама из 1957. године. Дана 14. јануара 2008, Ди Стефано је саопштио "Пожурена правда није правда", након што великобритански захтевани клијент, који је освојио милион фунти у Националној лутрији, није успео да присуствује суду као сведок у случају напада. Судија Кристофер Елвен ју је свакако затворио на 14 дана.
У јануару 2007. Ди Стефано је затражио од међународног кривичног суда да спроведе потпуну истрагу o суђењу убиствима у Ал-Дујаилу за полубрата Садама Хусеина Барзана Ибрахима ал-Тикритија и шефа ирачког правосуђа Авада Хамед ал-Бандара. Ди Стефано је проследио белешку коју је Барзан написао где објашњава да није одговоран за убиства у Дујаилу због којих је осуђен на смрт.
У октобру 2007. жалио се да је истрага смрти цивила Блекватер у Ираку била неправедна, јер су били присиљени да делују у клими и условима који су их присиљавали да прво пуцају а постављају питања касније.
Такође у октобру 2007. године, он је тврдио да су ирачки званичници морали да прихвате захтев за помиловање за Али Хасан ал-Мајиду (Хемијски Али), јер је 30-дневни рок извршења који је одредио суд прошао. Америчка војска је касније одбила да пусти Алија на његово погубљење све док на правна питања нису добили одговор. Али је у фебруару 2008. поново осуђен на смрт по различитим оптужбама. Погубљење је додатно одложено у децембру 2008. године, јер је против њега отворено ново суђење уз додатне оптужбе. Али је погубљен 25. јануара 2010. године, испунивши осам смртних казни.
15. јануара 2008. Ди Стефано је рекао да зна за шесту жртву убица Мура Иана Брејдија и Мире Хиндли зване Џенифер Тигхе. Рекао је да има њену фотографију и да је намеравао да разговара са Брејдијем да види да ли ће убица признати ову последњу тврдњу. 21. јануара 2008. полиција Великог Манчестера (ГМП) издала је саопштење у коме је речено да је Џенифер Тигхе жива и да је "господин Ди Стефано раније износио тврдње у вези са убиствима Мура у медијима, али није пружио никакве детаље полицији Великог Манчестера."  Ди Стефано позвао је ГМП на разговор са својим клијентом и пружио одговарајуће доказе да је Тигхе још увек жива.
Иан Брејди, убица Мура, храњен је силом у болници највише сигурности, од када је започео штрајк глађу у септембру 1999. У септембру 2007. године, Брејди је преко Ди Стефана тражио да буде премештен у конвенционални затвор, где је намеравао да гладује до смрти. Касније, у новембру 2008. године, када је Брејди још увек храњен на силу, Ђовани је оптужио државу да законски изгладњује Брејдија до смрти тако што му не даје довољно хране. Ди Стефано је 2009. - 2010. упутио апеле да га преселе у Шкотски затвор да би тамо могао умрети, чему се шкотска влада снажно противила.
У септембру 2009. године, делујући у име Мануела Нориега, Ди Стефано је поднео жалбу француском председнику Николасу Саркозију, рекавши да је пресуда против Нориега погрешно донета у одсуству оптуженог.
У мају 2010. упутио је жалбу у име Бенгуита Омара рекавши да је био погрешно осуђен за убиство Јонг-Ок Шина.
У јануару 2011. Ди Стефано је известио да је тражио дозволу Чарлса Менсона да га заступа, у захтеву за преиспитивање суђења заснованог на кршењу шестог амандмана и правног аргумента који није изнесен током суђења Менсону, иако је још морао добити одговор. Око 26. јануара 2011. Ди Стефано је тврдио да је поднео захтев међуамеричкој комисији за људска права у име Менсона, тврдећи исто.

### Лична правна историја
Ди Стефано је ухапшен у јуну 1984. године и оптужен за превару пре него што је пуштен уз кауцију. Поново је ухапшен у августу те године и одбио је кауцију. Године 1986. Ди Стефану је суђено за завере ради прибављања имовине обманом и лажним трговањем, а осуђен је након суђења у трајању од 78 дана, на затвор на пет година и забрањено му је да буде директор компаније 10 година; од укупно 11 тачака за превару, осуђен је по 3 тачке оптужнице и од 8 ослобођен.
У пресуди, судија га је назвао "једним од превараната природе ... преварантом без бриге и савести." и рекао да је "мотивисан личном похлепом и претензијом". Судски записи показују да је једини покушај Ди Стефано-а да уложи жалбу на пресуду одбијен 1987. године, а даљњи записи објављени 2005. године показали су да је одслужио пуну казну.
Апелациони судија правде Стефан Браун рекао је да је "[суђење] открило веома дубоку и широку меру преваре. Ово је човек који је несумњиво желео да изврши финансијску превару где год је могао да натера људе да подлежу тврдњама вешто направљеним у облику лажних финансијских докумената. " Ди Стефано је јавно тврдио да је његова жалба из 1987. била успешна, све док копију неуспеле жалбе није објавио 2004. године Роузи Кован из Индепендент-а(The Independent). Ди Стефано је тврдио да је покренуо правне поступке на италијанским судовима против Кована и против Мартина Ханана из Шкотске, али правна одељења њихових новина су рекла да немају сазнања о било каквим правним поступцима које је Ди Стефано покренуо против њих.
Такође се неуспешно жалио 1989. године Европској комисији за људска права тврдећи да је његово хапшење кршило Европску конвенцију о људским правима. Ди Стефано је у чланку ББЦ-а тврдио да је осуда укинута на другој жалби 1988. године и да „остаје осећај неправде, чинећи сваку победу против система слатком осветом“.
Према Гардијану и ирском Индепенденту, он је већ одлежао шестомесечну казну за превару и лажне изговоре 1975. у Ирској, а трогодишњу казну за прибављање имовине обманом и другим оптужбама 1976. у Великој Британији. Ди Стефано инсистира на томе да су те осуде припадале другој особи, званој "Џон" уместо "Ђовани", мада имају исто презиме, рођендан и место рођења. Према новозеландском Хералду, Ди Стефано је већ негирао да је „Џон Ди Стефано“ који је осуђен 1986. године, али, такође, према новозеландском Хералду, новозеландска полиција је успела да докаже да су иста особа упоређујући њихове отиске прстију. Ди Стефано је негирао да је икада депортован и да су му икада узети отисци прстију.
Дисциплински суд за адвокате пресудио је 1990. године да Ди Стефано не може запослити ниједног адвоката у Енглеској или Велсу без одобрења Правног друштва, због његове кривичне евиденције, иако је још могао уговорити адвоката да делује у његово име.
Године 1990. Ђовани Ди Стефано отпутовао је на Нови Зеланд, где је у име компаније са седиштем у Беверли Хилсу направио неколико вишемилионских понуда за имовину. Власти су откриле да он није обелоданио пресуду у Енглеској 1986. године, прогласиле су га недозвољеним имигрантом и он је након тога враћен у своју родну земљу.
Године 1991. прешао је у Југославију. У новембру 2002. године добио је југословенско држављанство и пасош личним овлашћењем председника Слободана Милошевића. Према Шкотланђанину и ирском Индепенденту, Ди Стефано се преселио у земљу без споразума о изручивању Великој Британији, како би избегао налог за оптужбу за превару.
Отприлике 1992. године, док је покушавао да купи филмски студио МГМ, Служба за имиграцију и натурализацију Сједињених Држава га је депортовала из Сједињених Држава због осуде за превару у Великој Британији 1986. године. Неколико месеци касније, он је затражио неимигрантску визу за поновни улазак и речено му је да му је потребно одрицање од разлога неприхватљивости да би испунио услове да аплицира за визу. Федерална агенција је одбила захтев за одрицањем, због чега је виза такође одбијена. Године 1993. жалио се Окружном суду Сједињених Држава који је пресудио да нема надлежност за преиспитивање одбијања захтева за одустајање. Године 1995. Апелациони суд Сједињених Држава за девети круг потврдио је пресуду окружног суда пресудивши да Ди Стефано није имао основ да оспорава одбијање захтева за одрицање према Закону о имиграцији и држављанству.
У новембру 1999. године Ди Стефано је ухапшен у Риму и изручен Британији да би му се судило због оптужби за превару због инсолвентности 1991. године за пет хотела у енглеском Мидландсу и компаније која се звала Сандхурст Асетс. Британски истражитељи препознали су његово име када су новине извештавале о његовим понудама за фудбалски клуб Данде и за Елингтон Колиери и поступиле по потерници из 1991. године. У јуну 2001. године, након што је Ди Стефано провео 18 месеци у затвору, судија је пресудио да му се не може судити јер је прошло превише времена од наводних кривичних дела. Током боравка у затвору Ребибија, убијен је његов пријатељ Аркан, а његов други пријатељ Милошевић затворен је мало пре него што је Ди Стефано пуштен; Ди Стефано тврди да је све то био део завере да се Милошевић  изолује од свог највернијег саветника.
Године 2002. гувернер ХМ затвора Белмарш забранио је Ди Стефану приступ клијенту у затвору, Николасу ван Хугстратену. На ограничење је уложена жалба Вишем суду правде против гувернера затвора Белмарша који је пресудио против гувернера затвора.
Одлука је садржала да гувернерова забрана посете клијентима Ди Стефана није поднета благовремено и да неки докази сугеришу да је Ди Стефано италијански адвокат и да је италијанским адвокатима, по правилу, дозвољена посета у британским затворима као европским адвокатима. Судија је надаље пресудио да ће ускраћивање Ди Стефанових посета затворенику проузроковати неопозиве последице за правну одбрану клијента, њему се то право не може ускратити док се не изврши благовремена и успешна жалба. Упркос овим проблемима, успео је да ослободи Хугстратена из затвора 2004. (види одељак „угледни људи“). У новембру је Виши суд донео другачију пресуду за други затвор, овај пут рекавши да Ди Стефано није пружио адекватне акредитиве и спречио га да посети Џона Палмера у затвору.
У децембру 2003. године, Ди Стефано је приказан у ББЦ-јевој документарној серији под називом Ноториоус, која је обухватила четворицу предузетника који су своје богатство стекли контроверзним средствима; његово се поглавље звало Ђавољи адвокат. У документарцу је рекао да Хитлер никада не би био осуђен за убиство Јевреја, чиме је наљутио јеврејску заједницу. У то време Ди Стефано је покушавао да буде директор ФК Данде-а, а навијачи клуба су такође били огорчени јер је приликом давања тих изјава носио дукс Данде-а. Такође се похвалио пријатељством са Садамом Хусеином и српским ратним војсковођом Арканом.
У јануару 2004. године, часописи Гардијан и Дејли Рекорд известили су да су правне квалификације Ди Стефана под истрагом од стране британске полиције и Правног друштва од пролећа 2003. године, да би видели да ли се лажно представљао као акредитовани адвокат, што крши Закон о адвокатима из 1974. године.
Као резултат истраге на крају је ухапшен 2011. у Шпанији (видети одељак доле). Адвокатско друштво је изјавило да "није адвокат, регистровани страни адвокат, нити регистровани европски адвокат",  и да нису у могућности да провере ни његову правну квалификацију, нити његов статус страног адвоката, упркос свом труду и томе што су тражили одговоре и од Ди Стефана. Правно друштво Шкотске и Римски "Ordine Degli Avvocati" такође су рекли да није регистровани адвокат. Његово име није уписано у државни регистар правника Италије. Ди Стефано тврди да се за обављање праксе у Великој Британији не треба регистровати ни у Правном друштву, нити у било коју италијанску адвокатску комору, захтев који је Адвокатско друштво одбацило.
Од 2004. године, Ди Стефано није могао директно да заступа своје клијенте, морао их је заступати преко Paul Martin & Co, фирме која је повезана са његовом правном фирмом Студио Легале Интерназионале (Studio Legale Internazionale) која делује као његов агент. Алистар Кук, ко-директор ББЦ-јеве серије која је направила документарни филм о Ди Стефану, рекао је "(...) Посматрали смо га на суду, он се у ствари никада не поставља и претвара да је адвокат. Он окупља правни тим и делује као средњи човек, шапуће адвокатима док делују у име клијената. Познаје доста криминалаца и упознаје их са својим правним тимом који им скидају казне на техникалије или им помажу да задрже имовину."
У марту 2006. године, врховни судија Ирске Мури рекао је Ди Стефану да ће морати да пружи доказ о својој правној квалификацији пре него што може да делује за Патрика 'Дачи' Холанда и буде његов правни заступник и на крају је пресудио да Ди Стефано није успео да достави никакав акредитив.
Ди Стефано је тужио Мурија због негативних примедби о њему током случаја, али је касније одустао од жалбе рекавши да не жели да нанесе штету „великом судији“ само да би добио случај.
Енглески закон о клеветама измијењен је Законом о клевети из 2013. године, умањивши могућност да злоупотребе искажу смрзавајући ефект.

### Хапшење и суђење
Ди Стефано је ухапшен у Палми, Мајорка у Шпанији, 14. фебруара 2011. године, по европском налогу за хапшење који су издале британске власти. Према подацима лондонске полиције, налог је расписан у јануару 2011. године "по питању превара, крађе и прања новца". Хапшење је резултат дуготрајне истраге Управе полиције за економски злочин града Лондона. Према изјави шпанског Министарства унутрашњих послова, цитирајући налог за хапшење, Ди Стефано је оптужен да је зарадио велике своте новца у Великој Британији између 2004. и 2009. године, а да није добио дозволу да се бави правом у тој земљи. Министарство је рекло да се суочава са 18 оптужби за које би могао добити највише 75 година затвора. Ди Стефано је добровољно прихватио изручење Великој Британији, и пуштен је без кауције до датума изручења, без пасоша и са обавезом да сваким даном иде судији и саопштава било какву промену пребивалишта. Ди Стефано каже да се ради о политичком суђењу, припремљеном након што је рекао да Тонију Блеру треба судити због његове улоге у рату у Ираку.
Магистрални суд Вестминстер је 25. августа упутио на саслушање 30. септембра случај који укључује 18 оптужби за превару на суду у Саутварк Крауну. Након саслушања, Ди Стефано је пуштен, уз кауцију, до суђења 14. јануара 2013.
У јулу 2011. Ди Стефано је објавио да је покренуо Вести света онлајн (News of the World Online), веб страницу са логотипом јарбола сличним ономе недавно затворених новина Вести света (News of the World). 23. марта 2012. године, Интернационалне вести (News International), бивши издавач листа, тужио је Ди Стефана због кршења његовог заштитног знака.
Након тога, у предмету Комисије за жалбе у штампи који се односи на чланак у Сандеј Мејлу (Sunday Mail) о видео снимку на Јутубу (YouTube) који је објавила Триша Волш-Смит, наводећи „да је узео 100.000 фунти од појединца који је објавио видео“. Сандеј Мејл је пристао да штампа изјаву у којој се каже да је "Ђовани Ди Стефано демантовао да је поткрао Триша Волш-Смит ... Гђа. Волш-Смит је тврдила да ју је г. Ди Стефано натерао да инвестира у Вести света онлајн, док је доприносила недељну рубрику, "Живи и Воли с Тришом Волш-Смит". " Четири оптужбе против њега у августу 2012. повезане са Волш-Смит; Ди Стефано је лажно тврдио да је адвокат, тврдећи да би могао поништити Волш-Смит пре-брачни споразум, и наговорио Волш-Смит да инвестира у Вести света онлајн. То је подигло оптужбе против Ди Стефана до двадесет и осам тачака за превару; његово суђење почело је на суду у Саутварк Крауну 28. јануара 2013. Дана 6. марта 2013. рекао је суду да је квалификовани заговорник, јер му је председник Југославије Милошевић доделио почасни правни докторат на Универзитету у Београду, "једноставно зато што је затражио".
27. марта 2013. проглашен је кривим за све оптужбе; девет тачака добијања преноса новца обманом, осам тачака за превару, три тачке прибављања криминалне имовине, две тачке коришћења лажног инструмента, једна тачка покушаја преваре преношењем новца, једна тачка прибављања имовине обманом и једна тачка коришћења криминалне имовине. Потом је признао кривицу за две додатне тачке: превара пара за 160.000 фунти, укључујући животну уштеђевину жене од 75.000 фунти, и крађу 150.000 фунти мушкарцу који је доживео саобраћајну несрећу и изгубио уд.
Осуђен је на 14 година затвора. Судија Алистар МекКрит изјавио је да је Ди Стефано многим људима проузроковао јад и фрустрацију и назвао га грабљивицом због његовог поступања са "очајним и рањивим" клијентима: "Ниси имао обзира према њима нити обзира за њихове муке. Једина твоја брига је била да напуниш сопствени џеп. " Он је описао злочине Ди Стефаноа као „планиране и истрајне“, а његову одбрану на суду као „запањујуће циничну“, а његово целокупно понашање показало је „похлепу, непоштеност и крајње непоштовање осећаја других“.
У саопштењу Службе за тужилаштво Круне, Хилари Рајен, из Сектора за организовани криминал ЦПС-а, рекла је: "Дуги низ година Ђовани Ди Стефано потенцијалним клијентима се описао као адвокат и обично као италијански "avvocato ". Није био ништа слично. Када га је закон сустигао, лажно је тврдио да је стекао разне формалне правне квалификације. Затим је тврдио да пошто је сам себе научио право, да има право да се представи као адвокат. То је била превара по свачијим стандардима и шарада коју је водио више од осам година да би напунио сопствене џепове. (...) Ђовани Ди Стефано је рутински преварио своје клијенте и злоупотребио њихово поверење. (...) "
Дана 4. априла 2014, четрнаестогодишњој казни Ди Стефана додато је осам и по година, осим ако није одмах накнадио своје жртве. Судија који га је затворио у марту 2013. године на суду у Саутварк Крауну, Алистар МекКрит, рекао му је да "одмах врати 1,4 милиона фунти или одслужи додатно време". Рекао је да Ди Стефано нема намеру да плати и да је "показао два прста суду".

### Фудбал
Када се вратио у Италију у свој родни крај купио је локални фудбалски клуб „Campobaso Calcio” који се затворио након годину дана због финансијских проблема. У сарадњи са Жељком Ражнатовићем Арканом он је купио друголигашки фудбалски клуб „ФК Обилић” који се након две сезоне пласирао у УЕФА Лигу Шампиона упркос оптужбама за претње, застрашивање и намештање мечева, што је Ди Стефано увек порицао. Ди Стефано је објавио да је 1999. године купио 34% посто акција фудбалског клуба „F.C. Dundee”, али је управни одбор порицао да је дошло до било какве сарадње. Клуб је коначно одбио понуду кад је у јавност доспела информација да Ди Стефано сарађује са српским ратним профитером Арканом и да је Сафолска полиција издала налог за екстрадицију Ди Стефана за оптужбе које датирају још из 1991. године. У јануару 2001. године Ди Стефано је објавио да намерава да купи 6% акција „FC Norwich City” од бившег потпредседника клуба Џимија Џоунса. Овај удео не би донео Ди Стефану место у управном одбору, али је рекао да су ми допустили да тужи већинске власнике да би добио место у одбору или да би добио већи део акција. Званичници клуба су изјавили да купопродаја деоница никада није извршена.
Почетком 2002. године Ди Стефано је започео преговоре о куповини 60% акција „F.C. Northampton Town”, међутим његова одлука о куповини се променила након ванредног састанка чланова управног одбора.  Ди Стефано је поново водио преговоре са званичницима „F.C. Dundee” и 7. августа 2003. године је постављен за председника клуба. У почетку клуб је привукао велика имена као што су Крег Брли и Фабрицио Раванели, али је ускоро упао у финансијске проблеме и са петнаест првотимаца су раскинути уговори. Тада је Шкотски Фудбалски Савез одбио је да призна Ди Стефана као директора клуба због оптужби да је преварант које га не квалификују као „одговарајућу особу” за то место одредбом  чл. 10 правилника Шкотског Фудбалског Савеза. Управни одбор га је замолио да да оставку и он је то учинио 22. јануара 2004. године. У априлу 2005. године он је изразио жељу да донира 1 милион фунти ирском фудбалском клубу „F.C. Shelbourne”, али је клуб то одбио због претходних оптужби. У априлу 2006. године појавиле су се гласине да Ди Стефано жели да купи клубове „F.C. Drogheda United” и „F.C. Wateford United”, али су оба клуба порицала да је дошло до било какве сарадње. У октобру 2007. године Ди Стефано је путем свог веб сајта објавио намеру да поново успостави везу са званичницима „F.C. Norwich City”. У фебруару 2011. године француски магазин „So Foot” објавио је интервју у коме се наводи да је Ди Стефано разматрао могућност сарадње са другима да би добио удео у „AS Monaco FC” и спајање клуба са својим мултинационалним компанијама.

### Музичка продукција
Године 2007. он је продуцирао и објавио „Seriously Single”, албум италијанске певачице Џаст Кармен који је релативно непознату певачицу у студио у ком су снимале велике звезде из прошлости. Албум је био мањи хит, продат у 40,000 примерака, али неки дуети имају и до 650,000 преузимања. Такође је продуцирао други албум Џаст Кармен, „I Wish U Love”, у ком су два нова дуета са „The Bachelors”.
Његово интересовање за музику долази још из детињства, када је свирао гитарске теме и организовао музичке догађаје у школи. Издао је CD са својим песмама „The Next Time”  2009. године.

### Политика
У априлу 2004. године, Ди Стефано је основао политичку партију, Радикалну  странку Велике Британије. Регистровао је себе код изборне комисије као лидера, али странка није имала кандидата на изборима одржаним 2005. године, изборима за Лондонску скупштину 2008. године, као и локалним изборима одржаним исте године. Пријављено је да странка није имала никакве приходе.
У новембру 2007. у интервјуу за даблински „Hot Press” магазин који је радио главни и одговорни уредник Џејсон О’Тул, Ди Стефано је показао интересовање за кандидатуру у Европском парламенту испред Републике Ирске са анти-имигрантском политиком.
Између 1999. и 2002. он је био генерални секретар Националне италијанске деснице. Такође је и био страни сарадник Јединице за спацијалне операције 1999. године.

### Други послови
Осамдесетих година Ди Стефано је увезао видеокасете из Хонг Конга у Велику Британију, зарадио богатство од 200 милиона фунти када је још био у двадесетима.
У периоду од 1992. до 1999, када је био у Југославији, Ди Стефано каже да је улагао у њихову националну авио-компанију, која је била основана због рата.
Године 1990. Ди Стефано и неки партнери покушали су купити филмски студио МГМ, међутим нису успели.
Ди Стефанови партнери подмићивали су службенике банке „Credit Lyonnais" како би добили кредит за понуду МГМ-у, и на крају су одустали, Ди Стефано је након тога депортован.
Године 1993. Ди Стефано је у име компаније „Sandhurst Assets" понудио да купи „Viajes Meliá", шпанску туристичку агенцију у власништву хотелског ланца „Sol Meliá", касније је ухапшен због преваре у договорима са „Sandhurst Assets".
Ди Стефано је водећи послове из затвора 1999. године започео преговоре о куповини „Ellington Colliery", рудника дубоког угља који је био пред затварањем, за 10 милиона фунти, међутим није добио потребне дозволе. Након Арканове смрти, 2000. године, Ди Стефано више нема интересе у послу са куповином рудника.